# Colonia Zaragoza, Veracruz
Colonia Zaragoza är en ort i Mexiko.   Den ligger i kommunen Mecatlán och delstaten Veracruz, i den sydöstra delen av landet, 180 km nordost om huvudstaden Mexico City. Colonia Zaragoza ligger 162 meter över havet och antalet invånare är 432.
Terrängen runt Colonia Zaragoza är huvudsakligen kuperad, men åt nordost är den platt. Runt Colonia Zaragoza är det tätbefolkat, med 297 invånare per kvadratkilometer. Närmaste större samhälle är Coyutla, 0,78 km nordväst om Colonia Zaragoza. Omgivningarna runt Colonia Zaragoza är en mosaik av jordbruksmark och naturlig växtlighet.